# Euphorbia borealis
Euphorbia borealis är en törelväxtart som beskrevs av Baikov. Euphorbia borealis ingår i släktet törlar, och familjen törelväxter. Inga underarter finns listade i Catalogue of Life.